# 토마슈프마조비에츠키

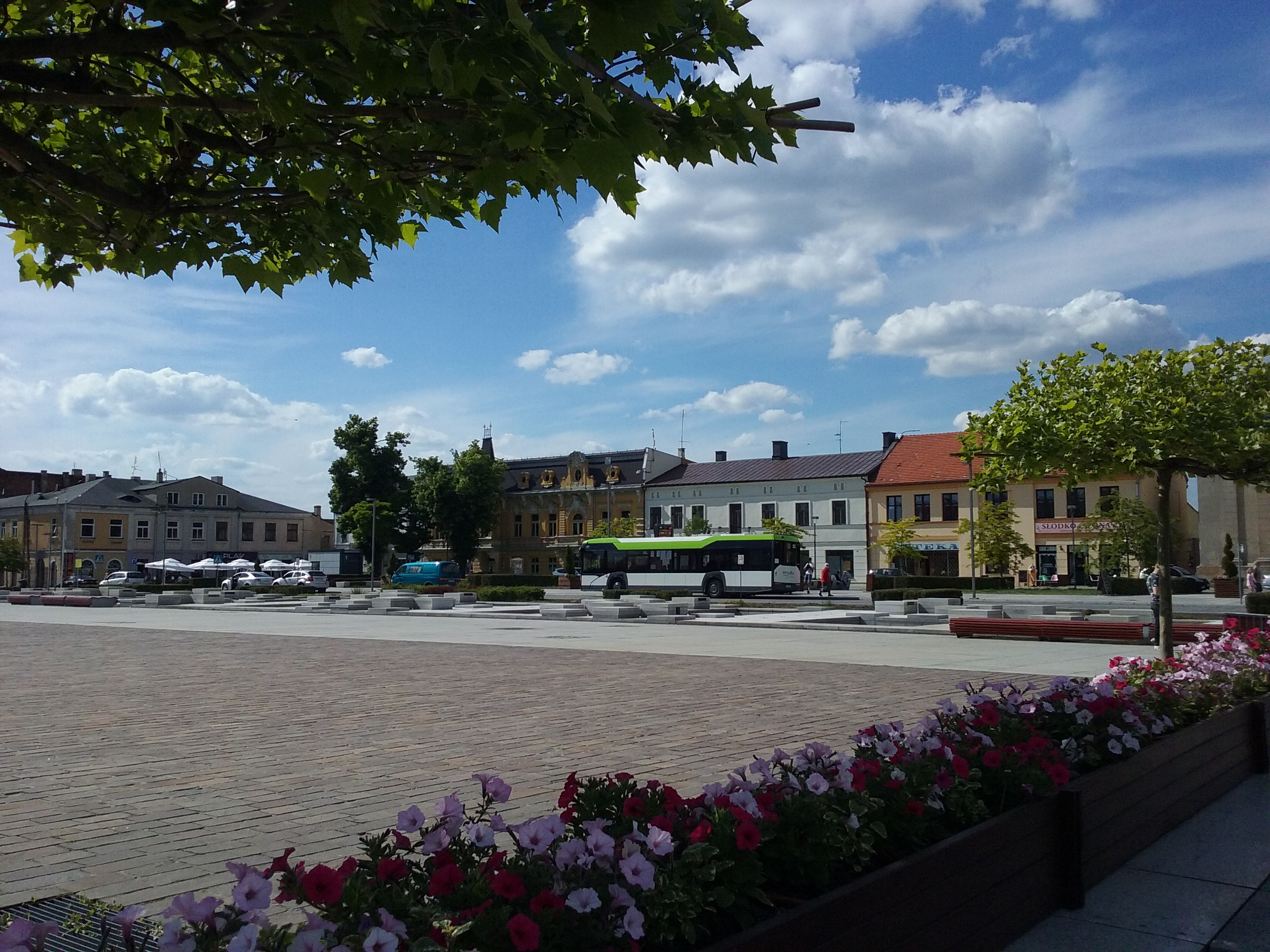
광장의 모습

토마슈프마조비에츠키(폴란드어: Tomaszów Mazowiecki)는 폴란드 우치주의 도시다. 2021년 기준으로 인구는 60,529명이다. 우치주에서 네 번째로 인구가 많은 도시로, 토마슈프군의 군청 소재지다.